# Mr. Zygielbojm
Mr. Zygielbojm (Originaltitel Smierc Zygielbojma, Polnisch für "Zygielbojms Tod") ist ein Historiendrama von Ryszard Brylski, das im September 2021 beim Polnischen Filmfestival Gdynia seine Premiere feierte. Der Film erzählt von wahren Begebenheiten und ist eine Filmbiografie über den jüdischen Politiker Szmul Zygielbojm, der durch seinen Selbstmord versuchte, die Welt auf den Holocaust aufmerksam zu machen. 

## Biografisches

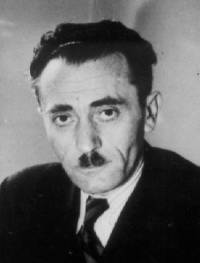
Der jüdische Politiker Szmul Zygielbojm

Der im Film porträtierte Szmul Zygielbojm war Bundespolitiker und Generalsekretär der jüdischen Sektion der Zentralen Gewerkschaftskommission. Im Jahr 1940 floh er aus dem besetzten Polen und ging nach London, wo er ab 1942 dem Nationalrat der polnischen Regierung angehörte. Als ihr Mitglied informierte er die Welt über das tragische Schicksal der polnischen Juden unter der deutschen Besatzung. Angesichts der Niederschlagung des Aufstands im Warschauer Ghetto sowie als Ausdruck des Protests gegen die Untätigkeit der Alliierten und die Gleichgültigkeit der Welt gegenüber dem Völkermord am jüdischen Volk beging er in der Nacht vom 11. auf den 12. Mai 1943 Selbstmord.

## Produktion
Regie führte Ryszard Brylski. Er ist Absolvent der Fakultät für Grafik an der Akademie der Bildenden Künste und der Fakultät für Regie an der Staatlichen Hochschule für Film, Fernsehen und Theater Leon Schiller in Lodz. Zwischen 1987 und 1990 arbeitete er in den USA für verschiedene WNYC- und PBS-Sender an Fernsehbeiträgen. Sein Debütfilm aus dem Jahr 1995 war Deborah. Gemeinsam mit Wojciech Lepianka schrieb Brylski auch das Drehbuch.
In einer der Hauptrollen ist der Schauspieler Jack Roth zu sehen, der Sohn von Tim Roth, in einer weiteren Wojciech Mecwaldowski. Des Weiteren wirken mit Karolina Gruszka, Tomasz Sapryk und Aleksandra Popławska.
Die Dreharbeiten begannen im September 2019. Im Oktober 2019 wurde in Lipiny gedreht und im November 2019 in Nikiszowiec in Kattowitz in einer alten Arbeitersiedlung, die dem London der 1940er Jahre als Kulisse diente. Als Kameramann fungierte Piotr Śliskowski.
Eine erste Vorstellung erfolgte am 21. September 2021 beim Polnischen Filmfestival Gdynia. Am 5. November 2021 kam der Film in die polnischen Kinos.

## Auszeichnungen
Camerimage 2021
- Nominierung im Hauptwettbewerb[8]

Polnisches Filmfestival Gdynia 2021
- Nominierung für den Goldenen Löwen[9][10]